# Джельфа (вилайет)
Дже́льфа (араб. ولاية الجلفة‎) — вилайет в северной части Алжира.
Административный центр вилайета — город Джельфа.

## Географическое положение
Вилайет Джельфа расположен на переходе между густонаселённым севером и малонаселённым югом Алжира.
Джельфа граничит с вилайетами Медеа на севере, Мсила и Бискра на востоке, Уаргла и Гардая на юге, Лагуат и Тиарет на западе.

## Административное деление
Вилайет разделен на 12 округов и 36 коммун:
| № на карте | Округ                           | Число коммун |
| ---------- | ------------------------------- | ------------ |
| 1          | Джельфа (Djelfa)                | 3            |
| 2          | Айн-эль-Ибель (Aïn El Ibel)     | 3            |
| 3          | Айн-Уссара (Aïn Oussara)        | 3            |
| 4          | Бирин (Birine)                  | 2            |
| 5          | Шареф (Charef)                  | 2            |
| 6          | Дар-Шиух (Dar Chioukh)          | 1            |
| 7          | Эль-Идриссия (El Idrissia)      | 4            |
| 8          | Фаид-эль-Ботма (Faidh El Botma) | 5            |
| 9          | Хад-Сахари (Had-Sahary)         | 3            |
| 10         | Хасси-Баба (Hassi Bahbah)       | 3            |
| 11         | Мессаад (Messaad)               | 3            |
| 12         | Сиди-Ладжель (Sidi Ladjel)      | 1            |